# BMW R25
De BMW R 25 is een motorfiets van het merk BMW.

## Voorgeschiedenis
Nadat de productie van de R 23 in 1940 was gestopt duurde het tot 1948 voor er een opvolger kwam. De ontwikkeling had al die tijd (zoals in heel Europa) praktisch stil gestaan. Alle Europese merken startten na de Tweede Wereldoorlog de productie weer op met vooroorlogse modellen, en BMW deed dat ook. De R 24 was dan ook vrijwel identiek aan zijn voorganger, de R 23. Het chroom was verdwenen, vanwege de tekorten die er vlak na de oorlog waren, en de machine moest natuurlijk ook zo goedkoop mogelijk geproduceerd worden. Het in 1938 ontwikkelde frame met plunjervering was dan ook niet toegepast. De telescoopvork was gebleven. De R 24 werd een verkoopsucces, omdat er grote behoefte was aan goedkope vervoermiddelen. In 1950 werd hij opgevolgd door de R 25. Er waren toen 12.020 stuks geproduceerd.

## R 25
Ten opzichte van de R 24 was de R 25 slechts licht gewijzigd. Wel had de machine eindelijk plunjer achtervering, een systeem dat de zwaardere modellen al in 1938 hadden gekregen. Het voorspatbord had een krul die als "spatlap" dienstdeed. Ook kreeg de machine standaard kogelkoppelingen voor de bevestiging van een zijspan. Aanbevolen werd een Steib LS 200 zijspan te monteren. Daarvoor was ook een andere overbrengingsverhouding beschikbaar. In de toekomst zou BMW bij vrijwel alle modellen aparte overbrengingen voor zijspangebruik blijven leveren. De kogelkoppelingen verdwenen pas in 1969. Verder bleef alles bij het oude. De machine had een buisframe en trommelremmen. Motorblok en versnellingsbak waren uit aluminium gegoten. In 1951 werd het model al opgevolgd door de R 25/2. Er waren toen 23.400 stuks geproduceerd.

## Technische gegevens
| Periode            | 1950-1951                   | 1950-1951                   | 1950-1951                   |
| Categorie          | toermotor                   | toermotor                   | toermotor                   |
| Motortype          | kopklepmotor                | kopklepmotor                | kopklepmotor                |
| Bouwwijze          | langsgeplaatste eencilinder | langsgeplaatste eencilinder | langsgeplaatste eencilinder |
| boring             | 68 mm                       | 68 mm                       | 68 mm                       |
| slag               | 68 mm                       | 68 mm                       | 68 mm                       |
| Cilinderinhoud     | 247 cc                      | 247 cc                      | 247 cc                      |
| Max. Vermogen      | 9 kW/12 pk                  |                             |                             |
| Topsnelheid        | 95 km/h                     | 95 km/h                     | 95 km/h                     |
| Aandrijving        | cardanas                    | cardanas                    | cardanas                    |
| Rijwielgedeelte    | dubbel wiegframe, buisframe | dubbel wiegframe, buisframe | dubbel wiegframe, buisframe |
| Drooggewicht       | 140 kg                      | 140 kg                      | 140 kg                      |
| Max. totaalgewicht | 290 kg                      | 290 kg                      | 290 kg                      |
| Tankinhoud         | 12 ltr                      | 12 ltr                      | 12 ltr                      |
| Voorganger         | R 24                        | R 24                        | R 24                        |
| Opvolger           | R 25/2                      | R 25/2                      | R 25/2                      |